# برتراند گلدبرگ
برتراند گلدبرگ (به انگلیسی: Bertrand Goldberg) متولد ۱۹۱۳ در شیکاگو، ایلینوی، معمار آمریکایی بود.
او مدتی برای لودویگ میس ون در روهه کار کرد، و در دانشگاه هاروارد تحصیل کرد.

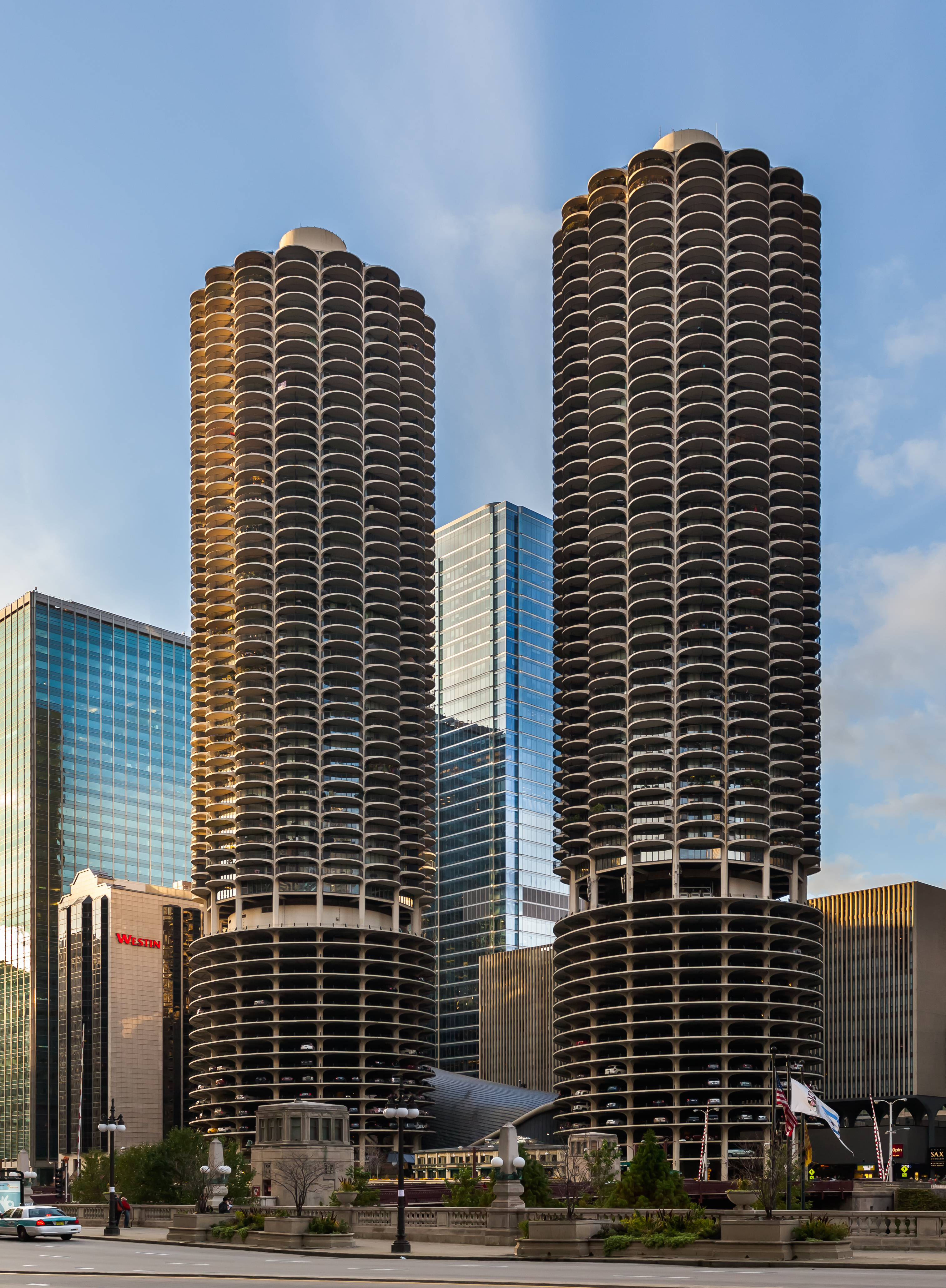
مارینا سیتی یک مجتمع ساختمانی مسکونی-تجاری با کاربری مختلط در شیکاگو ایلینوی ایالات متحده آمریکا است که توسط معمار مشهور برتراند گلدبرگ طراحی شده‌است. این مجتمع چند ساختمانی بین سال‌های ۱۹۶۳ و ۱۹۶۷ افتتاح شد بخش‌هایی از این مجموعه در سال ۲۰۱۶ به عنوان یک مکان دیدنی شیکاگو تعیین شد. شباهت نمادین این برج‌ها به ذرت‌های روستایی ایلینوی اغلب در رسانه‌ها مورد توجه قرار گرفته‌است. این مجموعه شامل دو برج آپارتمانی ۵۸۷ فوتی (۱۷۹ متری) و ۶۵ طبقه است که در سال ۱۹۶۳ افتتاح شد که شامل پنت هاوس‌های گیاهی فیزیکی است و همچنین شامل یک ساختمان اداری ۱۰ طبقه (که اکنون یک هتل است) که در سال ۱۹۶۴ افتتاح شد، در این مجموعه یک ساختمان زینتی که در ابتدا به عنوان سینما استفاده می‌شد نیز وجود دارد.

او در ۱۹۹۷ درگذشت.